# Pahrump
Pahrump is een plaats in Nye County in de Amerikaanse staat Nevada. Het is met zijn inwonertal van ruim 36.000 inwoners (2010) de grootste plaats in Nye County. Pahrump bevindt zich tussen het nationale park Death Valley en Las Vegas in en is een slaapstad van die laatste plaats.
Door het oosten van de plaats loopt de SR 160. Bij het centrum van Pahrump bevindt zich een T-splitsing met de SR 160 en de SR 372, die daar eindigt. In de plaats bevinden zich onder andere enkele casino's, een aantal hotels, de Spring Mountain Motorsports Ranch en twee golfbanen (Mountain Falls Golf Course en Lake View Executive Golf Course). Ook werd in 2006 een ziekenhuis, het Desert View Hospital, geopend.

## Geschiedenis
Pahrump werd oorspronkelijk bewoond door de zuidelijke Paiute, die lang geleid werden door Chief Tecopa. Zij noemden de plaats Pah-Rimpi door zijn bronnen. Daarna werd de plaats vooral door boeren bewoond, die er voornamelijk katoen en druiven voor wijn verbouwden. Het water daarvoor was afkomstig van artesische bronnen. De katoenindustrie ontwikkelde zich vanaf 1948 en Pahrump was destijds de enige plaats in Nevada waar katoen kon worden verbouwd. In 1949 besloegen de katoenplantages in totaal 400 hectare. De Pahrump Ranch en de Manse Ranch waren op dat moment de grootste boerderijen. Er was in de Verenigde Staten echter een overvloed aan katoen met als gevolg dat er werd besloten dat er niet meer dan 40 hectare aan katoenplantages mocht zijn. Vertegenwoordigers in de politiek van de regio kwamen in verzet en pleitten voor een verhoging van het quotum. Uiteindelijk werd in de Senaat een amendement goedgekeurd dat een verhoging van het quotum tot ruim 850 hectare inhield. De katoenindustrie zou in Pahrump blijven tot de jaren 70. In de jaren 50 en 60 werd Pahrump beter bereikbaar gemaakt middels de aanleg van wegen. Door die wegen werd de plaats goed verbonden met onder andere Las Vegas en de Nevada Test Site. Ook werd Pahrump in de jaren 60 verbonden met het telefoonnetwerk.
De bevolking van Pahrump maakt eind 20e eeuw en met name in de jaren 70 en 80 van die eeuw een grote groeiperiode door. Die groeiperiode was te danken aan de groei van de gokmarkt in de regio. Ook in Pahrump zelf ontstonden enkele casino's. Vóór de groei woonden er enkele tientallen mensen en in 1980 was het bevolkingsaantal uitgegroeid tot 2.000. In 2010 was de plaats uitgegroeid tot een plaats met ruim 36.000 inwoners.

Kaartje van Nye County met het grondgebied van Pahrump roodgekleurd

## Geografie
Pahrump bevindt zich in het zuidoosten van Nye County in de Pahrump Valley tussen het nationale park Death Valley in het westen en de stad Las Vegas in het oosten. De dichtstbijzijnde plaats is Mount Charleston op 34 kilometer afstand. Het grondgebied van de plaats omvat in totaal 771,5 km².

### Klimaat
Pahrump heeft volgens de klimaatclassificatie van Köppen en koud woestijnklimaat. Juli is de warmste maand met een gemiddelde temperatuur van 30 °C en een maximumtemperatuur van 38 °C. De koudste maand is december met een gemiddelde temperatuur van 6 °C. In die maand komt net als in januari de minimumtemperatuur onder het vriespunt uit. In Pahrump valt relatief weinig neerslag. De lente en de herfst zijn de droogste perioden.
| Maand                       | jan | feb | mrt | apr | mei | jun | jul | aug | sep | okt | nov | dec | Jaar |
| --------------------------- | --- | --- | --- | --- | --- | --- | --- | --- | --- | --- | --- | --- | ---- |
| Gemiddeld maximum (°C)      | 15  | 17  | 20  | 24  | 30  | 35  | 38  | 37  | 34  | 27  | 20  | 14  | 26   |
| Gemiddelde temperatuur (°C) | 7   | 9   | 12  | 16  | 21  | 26  | 30  | 29  | 24  | 18  | 11  | 6   | 17   |
| Gemiddeld minimum (°C)      | −1  | 1   | 4   | 8   | 13  | 17  | 21  | 20  | 15  | 8   | 2   | −2  | 9    |
|                             |     |     |     |     |     |     |     |     |     |     |     |     |      |
| Neerslag (mm)               | 18  | 22  | 16  | 8   | 4   | 2   | 10  | 11  | 8   | 7   | 9   | 14  | 129  |
| Bron:                       |     |     |     |     |     |     |     |     |     |     |     |     |      |

## Demografie
Gedurende de census in 2010 telde Pahrump 36.441 inwoners. De plaats is daarmee de grootste plaats van Nye County en staat in de top 15 van grootste plaatsen in Nevada. Ruim 80% van de inwoners van Nye County woont in Pahrump. In totaal bevonden zich er in 2010 17.824 woningen, waarvan bijna 15% leegstond. Uit een Community Survey, die tussen de jaren 2009 en 2013 werd gehouden, bleek de mediaan van de leeftijden 51,3 jaar te bedragen. Van de totale populatie in Pahrump zijn 2.821 personen buiten de Verenigde Staten geboren.
Vergeleken met 2000 is het bevolkingsaantal met bijna 50% gestegen; in 2000 bedroeg dat 24.631. Ook het aantal woningen is in die periode gestegen met 6.173 woningen.